# Liste des affluents de la Seine

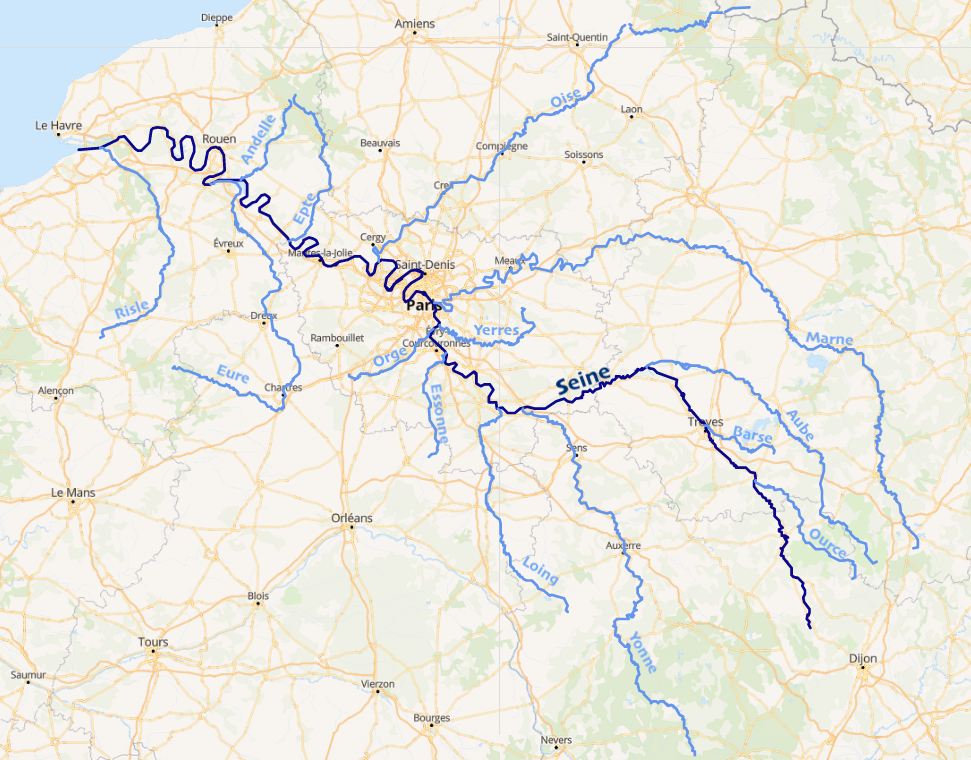
Le cours de la Seine et de ses affluents de plus de 50 km (carte interactive).

Ceci est une liste des affluents de la Seine triés selon le département, en distinguant ceux de la rive droite de ceux de la rive gauche. Elle recense également, par extension, les sous-affluents.

## Liste
| Département       | Rive droite                                                                                      | Rive gauche                                                 |
| ----------------- | ------------------------------------------------------------------------------------------------ | ----------------------------------------------------------- |
| Côte-d'Or         | le Revinson le Brévon                                                                            | —                                                           |
| Aube              | l'Ource l'Arce la Barse                                                                          | la Laigne la Sarce l'Hozain                                 |
| Marne             | l'Aube                                                                                           | —                                                           |
| Aube              | le Noxe le Resson                                                                                | la Faverolle l'Ardusson                                     |
| Seine-et-Marne    | le ruisseau des Méances la Voulzie l'Auxence la Vallée Javot le Châtelet l'Almont                | l'Orvin l'Yonne le Loing le ru de la Mare aux Evées l'École |
| Essonne           | —                                                                                                | l'Essonne l'Orge                                            |
| Val-de-Marne      | l'Yerres la Marne                                                                                | —                                                           |
| Paris             | —                                                                                                | la Bièvre                                                   |
| Hauts-de-Seine    | —                                                                                                | le ru de Marivel                                            |
| Seine-Saint-Denis | le ru de Montfort la Vieille Mer                                                                 | —                                                           |
| Yvelines          | l'Oise l'Aubette de Meulan l'Epte                                                                | le ru d'Orgeval la Mauldre la Vaucouleurs                   |
| Eure              | le Gambon l'Andelle                                                                              | l'Eure la Risle                                             |
| Seine-Maritime    | l'Aubette le Robec le Cailly l'Austreberthe la Sainte-Gertrude le Télhuet le Commerce la Lézarde | l'Oison                                                     |